# Maria Lúcia Alvim
Maria Lúcia Alvim (Araxá, Minas Gerais, 1932 - 3 de fevereiro  de 2021) foi uma poeta e artista visual brasileira.

## Vida e obra
Maria Lúcia era filha do escultor Fausto Alvim, e irmã dos também poetas Maria Ângela Alvim (1926-1959) e Francisco Alvim (n. 1938), Maria Lúcia Alvim passou a infância em Araxá e fazendas da família em Minas Gerais. 
Mudandou-se na juventude para o Rio de Janeiro, dedicou-se à poesia e pintura, estreando em livro com a obra XX sonetos em 1959. A ela seguiram-se, em 1968, os volumes Coração incólume e Pose. Durante a década de 1970, trabalhou no longo e monumental Romanceiro de Dona Beja (1979), no qual retomou figuras históricas e a paisagem de Araxá, obra discutida por Juliana Veloso Mendes de Freitas em sua dissertação de mestrado "A narrativa histórica na poesia de Maria Lúcia Alvim: Romanceiro de Dona Beja", de 2015.
Em 1980, publicou A rosa malvada. Deixa então o Rio de Janeiro para viver na Fazenda do Pontal, onde escrevou os livros Batendo pasto e Rabo de olho. Em 1989, Augusto Massi, diretor da coleção de poesia contemporânea Claro Enigma, editou toda a obra da poeta entre XX sonetos e A rosa malvada no volume Vivenda: 1959-1989, que, apesar das datas, não incluía poemas escritos após 1980. 
Segue-se a essa publicação um longo hiato, no qual Maria Lúcia Alvim deixa a fazenda do Pontal e instalou-se no Hotel São Luiz em Juiz de Fora, Minas Gerais, onde continuou escrevendo e produzindo colagens. O hiato seria interrompido em 2020 com a publicação de Batendo pasto pela Relicário Edições, que iniciou a um projeto de edições de inéditos e reedições sob coordenação de Guilherme Gontijo Flores e Ricardo Domeneck. 
Maria Lúcia Alvim morreu em Juiz de Fora, Minas Gerais, em 3 de março de 2021, em decorrência da Covid-19.

## Publicações
- XX sonetos (1959)
- Coração incólume (Editora Leitura, 1968)
- Pose (Editora Leitura, 1968)
- Romanceiro de Dona Bêja (Editora Fontana- INL,1979)
- A rosa malvada (Editora Clarim, 1980)
- Vivenda: 1959-1989 (Livraria Duas Cidades, 1990)
- Batendo pasto (Relicário Edições, 2020)